# Сабельников, Виктор Максимович
Виктор Максимович Сабельников (1914—1998) — Герой Социалистического Труда, лауреат Государственной премии СССР.

## Биография
Родился в семье фельдшера в Минеральных Водах. В 1919 году семья перебралась в станицу Коршунскую. В 1932 году поступил в Ново-Черкасский технологический институт откуда был переведён для обучения на специальный факультет Ленинградского технологического института, окончив который получил диплом инженера-технолога. В 1955 г. был направлен для работы в ЦНИИТОЧМАШ где занял должность главного инженера, а с 1963 году по 1992 год занимал должность директора Института.
В 1955 году защитил диссертацию став кандидатом технических наук. В 1971 году — доктор технических наук. В 1980 году присвоено звание профессора. В 1993 году избран академиком Российской академии ракетных и артиллерийских наук.
Герой Социалистического Труда, награждён двумя орденами Ленина, орденом Трудового Красного знамени и медалями, присуждены Государственная премия СССР и премия имени С. И. Мосина. Под его руководством разработан широкий ряд новых видов боеприпасов.

### Разработки
- Патрон 5,45×39 мм
- Патрон 7,62×39 мм с трассирующей пулей Т-45
- Патрон 7,62×54 мм R с трассирующей пулей Т
- Патрон 12,7×108 мм с зажигательной пулей МДЗ[2]

## Награды
- Медаль «Серп и Молот»
- Звание «Почётный житель г. Климовска» (1994)

## Память
- Мемориальная доска на доме, в котором проживал Сабельников, в мкр-не Климовске г. Подольска. Установлена в феврале 2022 года[3].